# Mystaxiops
Mystaxiops is een geslacht van haften (Ephemeroptera) uit de familie Baetidae.

## Soorten
Het geslacht Mystaxiops omvat de volgende soorten:
- Mystaxiops venatoris